# Hannah Higgins

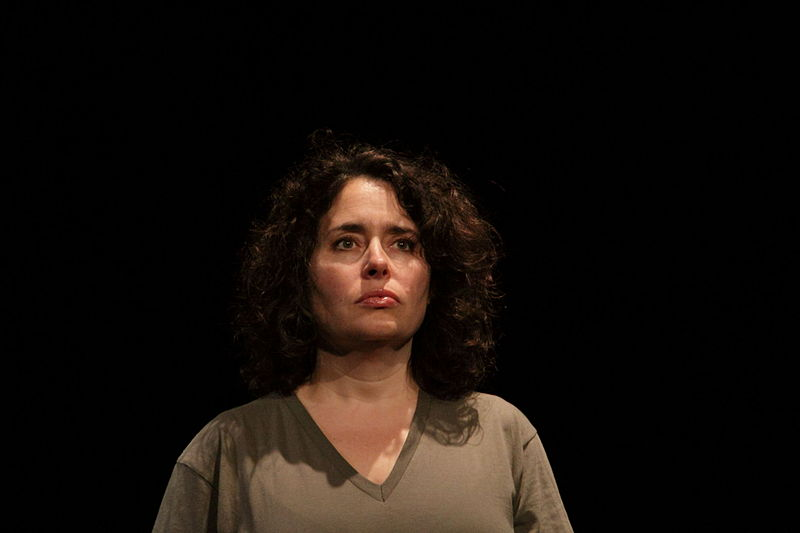
Hannah Higgins

Hannah Higgins (* 1964) ist eine US-amerikanische Kunsthistorikerin.

## Leben
Hannah Higgins wurde 1964 als Tochter der Fluxus-Künstler Dick Higgins und Alison Knowles geboren. Sie besuchte das Oberlin College in Ohio und studierte anschließend an der University of Chicago, wo sie später ihren Ph. D. erhielt. 2002 verfasste sie mit Fluxus Experience ihr erstes Buch. Higgins ist verheiratet und hat zwei Töchter.

## Veröffentlichungen
- Fluxus Experience. University of California Press, 2002.
- The Grid Book. MIT Press, 2009.
- Mainframe Experimentalism: Early Computing and the Foundations of Digital Art. Douglas Kahn,  Hannah Higgins, University of California Press, 2012.